# Sinergy
Sinergy — финская супергруппа, исполнявшая музыку в стиле пауэр-метал. Группа основана американской вокалисткой Кимберли Госс и гитаристом группы In Flames Еспером Стрёмбладом в 1998 году.

## История
Группа была создана в Швеции после того, как к ней присоединились гитарист Алекси Лайхо из Children of Bodom, басист Шарли Д’Анджело из Arch Enemy и ударник Ронни Милианович из Dionysus. В этом составе в 1999 году группа записала свой первый альбом под названием Beware the Heavens.
Вскоре после этого Кимберли переехала в Финляндию, тем самым затруднив общение со своими шведскими коллегами. Поэтому был собран новый состав из финских музыкантов. Роопе Латвала, недавно покинувший Waltari, встал на место второго гитариста, Марко Хиетала из Tarot стал басистом, а Томми Лилльман (из группы To/Die/For) сменил Ронни Милиановича за ударной установкой. В 2000 году был записан второй альбом — To Hell and Back. После его записи группа вместе с Nightwish и Eternal Tears of Sorrow отправилась в европейский «Wishmaster tour».
Sinergy записали свой третий альбом, Suicide by My Side, в 2002 году. Вскоре после этого из группы ушёл барабанщик Томми, его заменил Янне Парвиайнен из Barathrum. Басист Марко Хиетала также ушёл, предположительно в связи со своими обязанностями в Nightwish. На один концерт его заменила Мелани Сиснерос из группы New Eden. Сейчас роль басиста исполняет Лаури Порра из Stratovarius.
После группа занималась записью альбома Sins of the Past, который должен был выйти в 2005 году, однако выход перенесли на неопределённый срок.
В 2011 году в интервью сайту Ultimate-Guitar.com, Алекси Лайхо заявил, что группа Sinergy больше не существует.

## Состав

### Последний состав
- Кимберли «Ким» Госс (Dimmu Borgir, Therion и др.) — вокал
- Алекси Лайхо (Children of Bodom, Kylähullut) — соло-гитара, ритм-гитара, вокал
- Роопе Латвала (Stone, Children of Bodom) — ритм-гитара, соло-гитара
- Лаури Порра (Stratovarius) — бас-гитара
- Янне Парвиайнен (Ensiferum, Barathrum, Waltari) — ударные

### Бывшие участники
- Марко Хиетала (Tarot, Nightwish) — 1999—2002 (бас-гитара, бэк-вокал)
- Еспер Стрёмблад (In Flames, HammerFall и др.) — 1997—1999 (ритм-гитара)
- Тонми «Томми» Лилльман (To/Die/For, Kylähullut) — 1999—2001 (ударные)
- Шарли Д’Анджело (Witchery, Arch Enemy, Mercyful Fate) — 1997—1999 (бас-гитара)
- Ронни Милианович (Dionysus) — 1997—1999 (ударные)
- Мелани Сиснерос (New Eden, The Iron Maidens) — 2002 (бас-гитара)
- Эрна Сиикавирта (Lordi, Arthemesia и др.) — 1999 (клавишные)

## Дискография
- Beware the Heavens (1999)
- To Hell and Back (2000)
- Suicide by My Side (2002)

## Клипы
- Midnight To Madness
- Suicide By My Side